# Genco Arı
Genco Arı (* 4. Januar 1983 in Istanbul) ist ein türkischer Jazz- und Fusionmusiker (Piano, auch Synthesizer, Komposition, Arrangement) und Musikproduzent.

## Leben und Wirken
Arı, der als Wunderkind galt, wurde im Alter von neun Jahren als Wunderkind in die Klavierabteilung des Staatlichen Konservatoriums der Universität Istanbul aufgenommen, wo er mehrere Klassen übersprang. Mit 14 Jahren schrieb er erste Kompositionen. 
Arı ist nicht nur als Musiker tätig, sondern arbeitet auch als Produzent und Tontechniker. Gemeinsam mit Sarp Maden (Gitarre), Alp Ersönmez (Bass) und Volkan Öktem (Schlagzeug) gründete Arı 2003 das Fusion-Quartet Muartet, das 2004 bei EMI das Album Dokuz Parça veröffentlichte. Ein zweites Album folgte 2007; nur sporadisch tritt die Gruppe auf. Mit Mike Stern, Anthony Jackson und Dave Weckl legte er 2008 unter eigenem Namen das Album Wizart vor. 2020 erschien sein Soloalbum Agoraphobia bei GTR Müzik. Als Produzent, Tontechniker und Songwriter unterstützte er Künstler wie Deniz Çakır, Della Miles oder Göksel bei ihren Alben und Live-Auftritten und ist auch auf Alben von Turgut Alp Bekoğlu und Aycan Teztel zu hören.
Weiterhin verfasste Arı die Filmmusik für Spielfilme wie Mumya firarda (2002), Türkan (2011) und Full of Hunger (2012). Zwischen 2002 und 2005 war Arı Leiter der Jazzabteilung an der Istanbuler Akademie der Schönen Künste.